# Robert Tibbo
Robert Tibbo es un abogado canadiense con sede en Hong Kong, quien es conocido por su trabajo en las áreas de derechos humanos, la revisión judicial y el derecho constitucional. La práctica de Tibbo también incluye juicio penal y trabajo de apelación del trabajo, así como significativos en el ámbito del derecho comercial y contrato. Por otra parte, Tibbo es un especialista en la ley de extradición. Se ha desempeñado como abogado en muchos casos notables incluyendo los relacionados con Edward Snowden, Zeljko Ivic, y Xiao Hui. Además, Robert Tibbo se desempeña como director de Vision First, una ONG que presta asistencia a los solicitantes de asilo en Hong Kong. Como asesor legal de la Campaña de Hong Kong Helpers, Tibbo comentó el caso de Erwiana Sulistyaningsih, relativa a su tratamiento y los derechos constitucionales en Hong Kong.

## Primeros años
Robert Tibbo nació y se crio en la ciudad de Montreal, en Quebec, Canadá. En 1988, Robert Tibbo obtuvo una licenciatura en ingeniería química de la Universidad de McGill en Canadá, antes de trasladarse a Asia, que a su juicio "va a ser muy importante y yo quería ser parte de ese desarrollo". Después de aprender chino mandarín en la década de 1990, Tibbo trabajó en las industrias de la energía y de productos químicos en Australia y partes de Asia, incluyendo Hong Kong, Tailandia y otros países asiáticos. Mientras trabajó en proyectos relacionados con la agricultura en Yunnan en la República Popular de China, Tibbo notó la situación de los refugiados que fueron "retirados de las ciudades y enviados al campo para trabajar en la agricultura". En 1999, Tibbo comenzó la escuela de leyes en la Universidad de Auckland en Nueva Zelanda, estudiando con el profesor de derecho constitucional, Grant Huscroft, que ahora es un juez de la Corte de Apelaciones de Ontario, Canadá. Tibbo también estudió con el difunto profesor Mike Taggart, reconocido por su labor docente y académica en derecho público [derecho administrativo]. Tibbo finalmente fundó Eastern Chambers Law Firm, en 2006.

## Casos

### Edward Snowden
Robert Tibbo declaró que tomó el caso de Edward Snowden sobre una base pro bono. Tibbo se desempeñó como representante legal de Snowden en Hong Kong, y "jugaron un papel importante en conseguir a Edward Snowden de" la ciudad. Robert Tibbo trabajó con el abogado Jonathan Man, y Tibbo aconsejó a Snowden salir del hotel ya se habían hecho arreglos para que asistiera a la ACNUR. durante este tiempo, "funcionarios estadounidenses según los informes le preguntaron sobre la posibilidad de extradición de Snowden de Hong Kong." Robert Tibbo confirmó que "Snowden abandonó Hong Kong a través de medios legítimos legales y los canales adecuados de inmigración", el 23 de junio de 2013. Robert Tibbo negó a proporcionar cualquier información sobre el cuidador de Edward Snowden durante ese tiempo. Julia Tolmie, profesora asociada de derecho en la Universidad de Auckland ha escrito:

Por el caso Snowden, Robert señala que en 2009 el Relator Especial de las Naciones Unidas sobre la promoción y protección de los derechos humanos y las libertades fundamentales en la lucha contra el terrorismo. Martin Scheinin, advirtió de los posibles abusos por parte del gobierno en sus programas de vigilancia pública de masas y la necesidad de un mecanismo de silbato ventilador interno para alentar y proteger tanto a los que vienen hacia adelante con la información sobre los abusos del gobierno de los derechos de privacidad de los ciudadanos. El gobierno de Obama estaba al tanto del informe del Relator Especial y no hizo nada que hubiera permitido Snowden (o cualquier otra persona fuera de los cientos de miles de empleados de la NSA) de haber realizado las comunicaciones en una fase anterior. Robert también dice que el Sr. Snowden tomó una decisión clara de la conciencia en un enorme costo personal y riesgo para su vida, para informar, no sólo al público estadounidense, sino también a la comunidad global, de las transgresiones flagrantes de la NSA y los cinco gobiernos Ojos (EE. UU., Reino Unido, Canadá, Australia y Nueva Zelanda). Pero las revelaciones de Snowden con la NSA y las actividades de sus cinco ojos de los socios habrían ido sin marcar. Mientras tanto los actos de valor de Snowden lo han dejado en circunstancias de extrema vulnerabilidad.

Robert Tibbo apareció en el documental Citizenfour, que detalla el caso de Edward Snowden. Además, se entrevistó al abogado y apareció en la película documental Snowden's Great Escape.